# 208-я зенитная ракетная бригада (Украина)
208-я зенитная ракетная бригада (укр. 208-ма зенітна ракетна бригада, сокр. 208 ЗРБр, в/ч А1836) — формирование войск противовоздушной обороны в составе Воздушных сил Украины. В основные задачи части входит охрана воздушного пространства Херсонской и Николаевской областей.

## История
В 1992 году 208-я гвардейская зенитная ракетная бригада Советской армии перешла под юрисдикцию Украины и вошла в состав её Вооруженных сил.
В 2008 году бригада получила почетное наименование «Херсонская».
9 декабря 2016 в бригаде отпраздновали 75-летие со дня создания воинской части.

## Структура
По состоянию на 2011 год:
- 2081-й зенитный ракетный дивизион (С-300);
- 2082-й зенитный ракетный дивизион (С-300ПТ) (Николаевская область, село Гороховка);
- 2083-й зенитный ракетный дивизион (С-300ПТ) (Николаевская область, Кульбакино);
- 2084-й зенитный ракетный дивизион (С-300ПС) (Херсонская область, город Новая Каховка);
- 2085-й зенитный ракетный дивизион (С-300ПС) (Херсонская область, Олешки).